# Rhedebrügge
Rhedebrügge ist ein Stadtteil von Borken im gleichnamigen Kreis in Nordrhein-Westfalen.
Zusammen mit Westenborken, Grütlohn und Hoxfeld bildet Rhedebrügge einen ländlich geprägten Stadtteil  im Westen Borkens mit zusammen etwa 2200 Einwohnern.

## Geschichte
Rhedebrügge wurde am 1. Juli 1969 nach Borken eingemeindet.

## Kultur und Sehenswürdigkeiten
- In Rhedebrügge gibt es eine katholische Kirche, St. Maria Immaculata, die die Einwohner wegen ihrer beiden Türme liebevoll „Dom“ nennen.
- Rhedebrügge hat zwei Schützenvereine, den Schützenverein Eschriege 1674 e. V. und den Schützenverein St. Hubertus Rhedebrügge e. V. Ihr Vereinsleben ist im Wesentlichen durch die jährlich stattfindenden Schützenfeste geprägt. Einer der Höhepunkte hierbei ist das Vogelschießen, durch das der  Schützenkönig ermittelt wird.
- Darüber hinaus ist in Rhedebrügge der Musikverein Rhedebrügge 1893 e. V. ansässig. Der Musikverein wurde 1893 gegründet und hat heute etwa 140 aktive Mitglieder. Derzeit sind außerdem  ca. 50 vornehmlich Jugendliche in der musikalischen Ausbildung.
- Der Förderverein unterstützt Heimatpflege, Heimatkunde, Kultur und Sport im Stadtteil.
- Rhedebrügge besitzt außerdem eine Landjugend, die KLJB Rhedebrügge.
- Nordöstlich des Ortskerns erstreckt sich das Freizeitgebiet Pröbstingsee.

## Bildung
- Kath. Kindergarten St. Marien

## Persönlichkeiten
- Christoph Lensing (* 1969), ehemaliger deutscher Voltigierer